# Avalonia

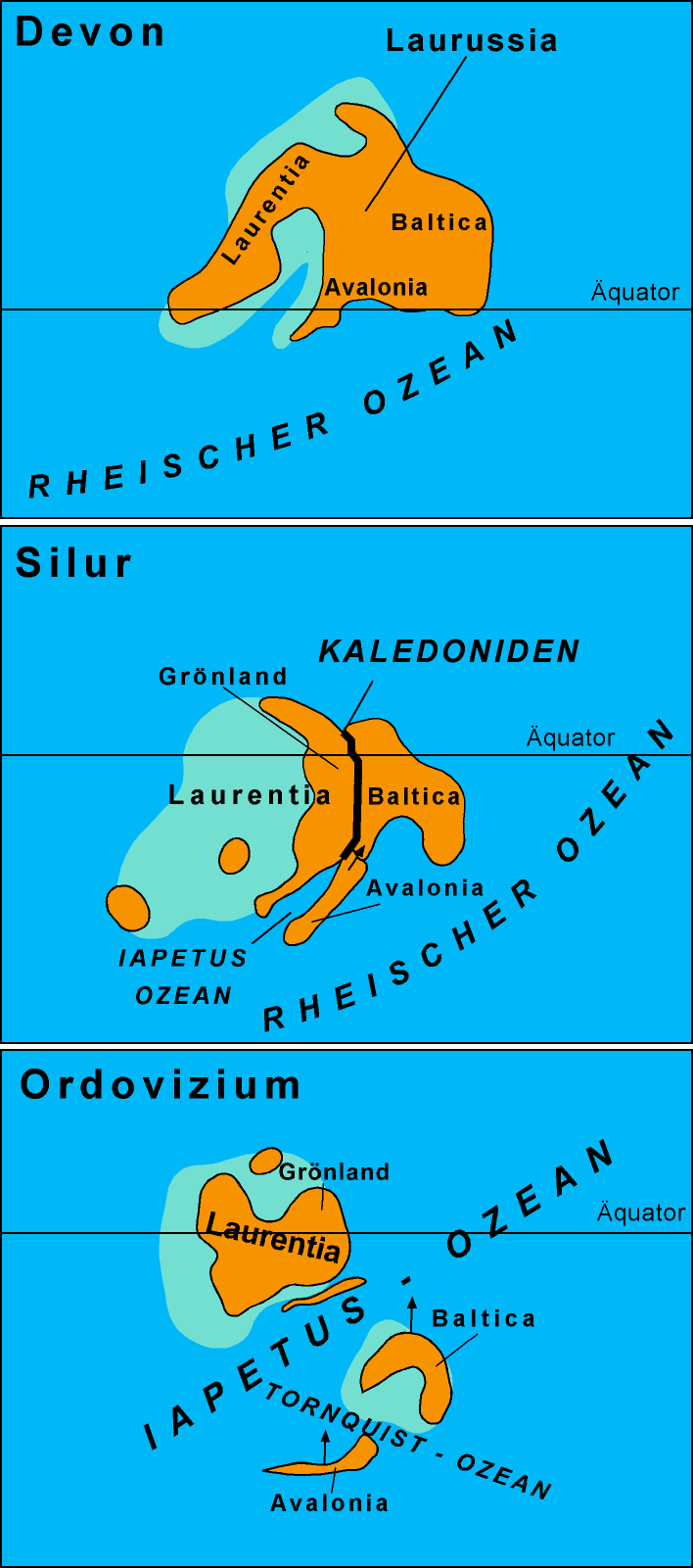
Evolución del antiguo continente.

Avalonia fue un microcontinente que existió durante el Paleozoico. Actualmente, forma una gran parte de las rocas más antiguas de Europa Occidental, noroeste del Magreb, Canadá atlántica y ciertas partes de la costa Este de los Estados Unidos. El nombre se deriva de la península de Avalon en Terranova. Avalonia se formó a partir de los arcos volcánicos cerca de una zona de subducción en el margen del supercontinente Gondwana. Otros materiales pueden tener su origen en arcos volcánicos que se formaron más lejos en el océano y que posteriormente colisionaron con Gondwana como resultado de los movimientos de placas tectónicas. La actividad ígnea se habría iniciado hace 730 millones de años y continuó hasta hace alrededor de 570 millones de años, a fines del Neoproterozoico. Posteriormente se unió al antiguo microcontinente Báltica y luego al antiguo continente Laurentia, formando el antiguo supercontinente Euramérica, y cerrando así el antiguo océano de Jápeto.